# Synagogue de Huseifa
La synagogue de Huseifa est un édifice de culte juif antique situé sur le mont Carmel au sud de Haïfa, qui n'est que partiellement connu. 

## Description
La salle de culte mesurait 10,1 × 11,5 m, avec une entrée orientée à l'ouest : elle était hypostyle, avec deux rangées de piliers dont l'une seulement est dégagée. Le sol était recouvert de mosaïques de pavement dont subsistent quelques fragments importants : l'un d'eux, correspondant au panneau central de la composition, représente un zodiaque, tandis que les angles étaient ornés de personnifications des saisons.
Deux inscriptions y ont été retrouvées : la première, près de la porte, portait le texte « (Que la) Paix (soit) sur Israël ». Elle était encadrée par deux menoroth, du lulav et d'une guirlande. La seconde inscription était une dédicace en araméen.
La synagogue a été datée du VIe siècle.